# Sowia Góra (Garb Tenczyński)
Sowia Góra (226 m) – wzniesienie na granicy miejscowości Rusocice, Przeginia Duchowna i Przeginia Narodowa, pod względem geograficznym na Garbie Tenczyńskim (część Wyżyny Krakowsko-Częstochowskiej) w obrębie Rudniańskiego Parku Krajobrazowego. Od strony zachodniej Sowia Góra sąsiaduje z wzniesieniem Galasówki, w południowo-wschodnim kierunku tworzy grzbiet stopniowo opadający do doliny potoklu Rudno w Kłokoczynie.
Przez Sowią Górę biegnie droga leśna zwana Szlakiem Wiedeńskim, a na jej punkcie kulminacyjnym stykają się granice wsi Rusocice, Przeginia Duchowna i Przeginia Narodowa. Sowia Góra jest w dużym stopniu porośnięta lasem, ale po północnej stronie jej kulminacyjnego punktu jest duża polana z zabudowaniami, duże polany są także na jej południowo-wschodnim grzbiecie, a stok północno-wschodni w dużej części zajmują pola i zabudowania Przeginii Narodowej. Południowo-wschodnim grzbietem i południowym stokiem biegnie niebieski szlak turystyczny z Czernichowa przez Kizarkę do Kamienia.